# Nelson (Missouri)
Nelson – miasto w Stanach Zjednoczonych, w stanie Missouri, w hrabstwie Saline.